# Бучумени (Валча)
Бучумени (рум. Buciumeni) насеље је у Румунији у округу Валча у општини Драгоешти. Oпштина се налази на надморској висини од 161 m.

## Становништво
Према подацима из 2002. године у насељу је живело 362 становника, од којих су сви румунске националности.